# Plasa Susleni, județul Orhei
Plasa Susleni a fost o unitate administrativ-teritorială din județul Orhei, România. Plasa a fost organizată în rezultatul implementării legii de unificare administrativ-teritorială a României din anul 1925. Plasa era condusă de pretor, fiind numit de prefectul județului Orhei.
În anul 1929 a fost aprobată o reformă administrativ-teritorială prin care plășile Susleni, Chiperceni și Criuleni au fost comasate în plasa Măscăuți.

## Lista localităților
Plasa Susleni a fost alcătuită din 12 comune și 18 sate.
| Comună         | Localități            | Amplasarea actuală |
| -------------- | --------------------- | ------------------ |
| 1. Berezlogi   |                       |                    |
| Berezlogi      | Berezlogi, Orhei      |                    |
| Bolohani       | Bolohan, Orhei        |                    |
| Hâjdieni       | Hîjdieni, Orhei       |                    |
| 2. Bulăești    |                       |                    |
| Bulăești       | Bulăiești, Orhei      |                    |
| Mârzachi       | Mîrzaci, Orhei        |                    |
| 3 Cișmea       |                       |                    |
| Cișmea         | Cișmea, Orhei         |                    |
| Ion Inculeț    | Inculeț, Orhei        |                    |
| 4. Furceni     |                       |                    |
| Furceni        | Furceni, Orhei        |                    |
| Joloboc        | Jeloboc, Orhei        |                    |
| 5. Jora        |                       |                    |
| Jora-de-Jos    | Jora de Jos, Orhei    |                    |
| Jora-de-Sus    | Jora de Sus, Orhei    |                    |
| Jora-de-Mijloc | Jora de Mijloc, Orhei |                    |
| 6. Molovata    | Molovata              | Molovata, Dubăsari |
| 7. Mârzești    |                       |                    |
| Mârzești       | Mîrzești, Orhei       |                    |
| Lopatna        | Lopatna, Orhei        |                    |
| 8. Oxentea     | Oxentea               | Oxentea, Dubăsari  |
| 9. Piatra      |                       |                    |
| Piatra-de-Jos  | Piatra, Orhei         |                    |
| Piatra-de-Sus  | Piatra, Orhei         |                    |
| Pogorniceni    | Pohorniceni, Orhei    |                    |
| 10. Susleni    | Susleni               | Susleni, Orhei     |
| 11. Trebujeni  |                       |                    |
| Butuceni       | Butuceni, Orhei       |                    |
| Trebujeni      | Trebujeni, Orhei      |                    |
| 12. Vâșcăuți   | Vâșcăuți              | Vîșcăuți, Orhei    |